# Béatrice de Cusance
Béatrice de Cusance (Belvoir, 27 dicembre 1614 – Besançon, 5 giugno 1663) fu una duchessa consorte di Lorena; sposò nel 1637 Carlo IV di Lorena.

## Biografia
Era la secondogenita e la prima figlia femmina di Claude-François de Cusance, barone di Belvoir e di Saint-Julien, un ufficiale dei Paesi Bassi meridionali, e di Ernestine van Witthem, contessa di Walhain e viscontessa di Sebourg.
Crebbe a Besançon e alla corte di Bruxelles di Isabella Clara Eugenia, reggente dei Paesi Bassi meridionali. Ereditò Belvoir e Saint-Julien dopo la morte del fratello Cleriadus de Cusance nel 1635.

## Matrimoni
Nel 1634 divenne l'amante di Carlo IV di Lorena, che era al tempo al servizio della Spagna. Per evitare uno scandalo, la madre organizzò un matrimonio con Leopold-Eugène Perrenot de Granvelle, principe di Cantecroix (1615-1637), figlio di Carolina d'Austria (1591-1662, figlia illegittima dell'Imperatore Rodolfo II), che sposò nel 1635 e dal quale ebbe una figlia: Béatrice de Granvelle (1636). Il 9 aprile 1637, nove giorni dopo la morte del suo primo marito, venne firmato un contratto di matrimonio con Carlo IV. 
Béatrice accompagnava Carlo nelle sue campagne militari, indossando l'armatura sopra il vestito.
La sua unione matrimoniale con Carlo IV non fu considerata valida, poiché la Chiesa non riconobbe il divorzio di Carlo dalla sua prima moglie Nicoletta di Lorena. La coppia si separò nell'aprile 1642 in seguito alla sua scomunica. Anche se la scomunica fu revocata nel 1645, alla coppia venne ordinato di rimanere separata fino a quando la questione non fosse stata risolta dalla Chiesa cattolica. 
Ebbero tre figli:
- Francesco di Lorena (1637-1638);
- Anna di Lorena[2] (1639-1720), sposò suo cugino Francesco Maria di Lorena ed ebbe figli;
- Carlo Enrico di Lorena[3] (1649-1723), principe di Vaudémont e di Commercy.

Béatrice visse a Bruxelles, dove organizzò concerti come una delle figure sociali di spicco della città. Nel 1652 fece la conoscenza di Constantijn Huygens, che le dedicò alcuni dei suoi lavori e che da lei venne corrisposto. Fu descritta come una bellezza spiritosa e papa Alessandro VII sostenne che fosse la donna più bella del secolo.
Nel 1654 Carlo IV fu imprigionato in Spagna. Quando tornò in Lorena nel 1659, Béatrice lo raggiunse. Tuttavia egli non volle vederla e non riprese la loro relazione.
Dopo circa vent'anni, il 20 maggio 1663, Carlo sposò Béatrice de Cusance una seconda volta, per permettere di legittimare i loro figli. Béatrice morì due settimane dopo questo secondo matrimonio, il 5 giugno 1663.